# Vălișoara
Vălișoara è un comune della Romania di 1 351 abitanti, ubicato nel distretto di Hunedoara, nella regione storica della Transilvania.
Il comune è formato dall'unione di 4 villaggi: Dealu Mare, Săliștioara, Stoieneasa, Vălișoara.